# Hylomyscus carillus
Hylomyscus carillus är en däggdjursart som först beskrevs av Thomas 1904.  Hylomyscus carillus ingår i släktet Hylomyscus och familjen råttdjur. IUCN kategoriserar arten globalt som livskraftig. Inga underarter finns listade i Catalogue of Life.
Denna gnagare förekommer i Angola. Fynd från Kongo-Kinshasa är omstridda. Arten lever i låglandet och i låga bergstrakter upp till 1500 meter över havet. Habitatet utgörs av skogar och dessutom besöks områden som förändrades av människan.
Arten blir 8,9 till 10,7 cm lång (huvud och bål) och har en 11,7 till 14,6 cm lång svans. Bakfötterna är 1,8 till 1,9 cm långa och öronen är 1,5 till 1,8 cm stora. Ungefär 8 mm långa hår bildar den mjuka pälsen på ovansidan. Håren är gråa nära roten och bruna, rödbruna eller svarta vid spetsen vilket ger ett brunt till rödbrunt utseende. På undersidan förekommer ljusgrå päls förutom på bröstet, på strupen och på nedre läpparna som är helt vita. Djurets långa morrhår är mörka. Hylomyscus carillus har en förminskad tumme vid framtassarna och den är i motsats till de andra fingrarna inte utrustad med en klo. Även stortån är kort men den har en klo. Hos honor förekommer sex eller åtta par spenar.
En upphittad hona var dräktig med 6 ungar.